# Бій під Володимирцем
Бій під Володимирцем — перший бій Української Повстанської Армії (УПА) з нацистськими окупантами. Сотня під командуванням Григорія Перегіняка (псевдо «Коробка» або «Довбешка») розгромила німецький гарнізон у місті Володимирець Рівненської області. Сотня Перегіняка (УПА-Північ) була першою сотнею майбутньої УПА, перша бойова акція цього загону відбулась уже 20 або 21 січня 1943 року, за кільканадцять днів до нападу на гарнізон Володимирця.

## Передумови
На початку лютого німці арештували давнього діяча ОУН-Б на Сарненщині “Діброву”. Коли дані про це потрапили до місцевого керівництва ОУН, то на нараді під керівництвом «Дубового» (Івана Литвинчука) було ухвалено рішення напасти на відділення шуцполіції і звільнити заарештованого ..

## Перебіг подій
Бій відбувся в ніч з 7 по 8 лютого 1943 року між загоном Перегіняка (УПА Північ) та німецьким гарнізоном містечка Володимирець Рівненської області. Того дня перша сотня УПА (загін Коробки) здійснила успішний напад на німецький гарнізон, що дислокувався у Володимирці. Окрім 30 німців, до складу гарнізону входило до 70 узбеків та 200 осіб поліції. Бій тривав цілу ніч й завершився розгромом німецького гарнізону. Було розбито станицю німецької жандармерії й здобуто значну кількість зброї та амуніції.

## Втрати
За даними УПА, загинули 7 супротивників, в тому числі німецький командир жандармерії. УПА втратила одного убитого та двох поранених. За словами одного з учасників бою, Федора Кіндрата втрати німців досягли 63 вбитими та 19 потрапило у полон, включно з комендантом жандармерії.